# 1914
- Wikisource

| Calendário gregoriano                                                        | 1914 MCMXIV                         |
| Ab urbe condita                                                              | 2667                                |
| Calendário arménio                                                           | 1363 – 1364                         |
| Calendário bahá'í                                                            | 70 – 71                             |
| Calendário budista                                                           | 2458                                |
| Calendário chinês                                                            | 4610 – 4611 Início a 26 de janeiro  |
| Calendário copta                                                             | 1630 – 1631                         |
| Calendário etíope                                                            | 1906 – 1907                         |
| Calendários hindus - Vikram Samvat - Calendário nacional indiano - Cáli Iuga | 1969 – 1970 1835 – 1836 5014 – 5015 |
| Calendário Holoceno                                                          | 11914                               |
| Calendário islâmico                                                          | 1332 – 1333                         |
| Calendário judaico                                                           | 5674 – 5675 Início a 21 de setembro |
| Calendário persa                                                             | 1292 – 1293 Início a 22 de março    |
| Calendário rúnico                                                            | 2164                                |
| Calendário solar tailandês                                                   | 2457                                |

1914 (MCMXIV, na numeração romana)  foi um ano comum do século XX do atual Calendário Gregoriano, da Era de Cristo, e a sua letra dominical foi D (53 semanas), teve início a uma quinta-feira e terminou também a uma quinta-feira.
| Ano completo                        |
| ----------------------------------- |
| Ano comum com início à quinta-feira |

## Eventos

### Janeiro
- 1 de janeiro - No percurso entre Tampa e São Petersburgo (duas cidades da Florida), ocorre a primeira viagem da história da aviação comercial e o piloto Tony Jannus torna-se o primeiro comandante de uma empresa aérea.[1]
- Sedição de Juazeiro, no Ceará, leva a família Acioly de volta ao poder.

### Fevereiro
- 2 de fevereiro - Fundação do Paysandu Sport Club.
- 3 de fevereiro - Fundação do Santa Cruz Futebol Clube.
- 8 de fevereiro - Segunda Batalha do Contestado. Forças militares estaduais e federais atacam e tomam Taquaruçu.

### Março
- 1 de março - Ocorre a sétima Eleição Presidencial do Brasil.
- 9 de março - Terceira Batalha do Contestado: Forças governistas sofrem grande derrota dos "contestados" em Caraguatá. O governo federal muda sua estratégia de combate à revolta.

### Maio
- 29 de Maio - Transatlântico canadense RMS Empress of Ireland colide com um navio cargueiro, perto do Golfo de São Lourenço no Canadá e afunda matando 1.012 pessoas.
- 30 de Maio - o transatlântico britânico RMS Aquitania da Cunard Line inicia sua viagem inaugural a partir de Liverpool, Inglaterra com destino a Nova York, Estados Unidos, com 274 metros de comprimento se torna o maior navio da frota mercantil britânica. Ele acaba tendo uma das carreiras mais longas da Cunard Line, alcançando e servindo em duas guerras mundiais e se aposentando em 1949 com uma longa carreira de 36 anos de serviço. Ele foi desmontado em Faslane, Escócia em 1950.

### Junho
- 2 de junho -  é fundado o Ceará Sporting Club, um clube de futebol brasileiro.
- 28 de junho - Assassinato do herdeiro do trono austro-húngaro, Francisco Ferdinando, pelo nacionalista sérvio Gavrilo Princip, em Sarajevo, capital da Bósnia. O assassinato do arquiduque foi o estopim para o conflito mundial entre as grandes potências europeias.

### Julho
- 14 de julho - O Governo do Estado de São Paulo, cria a Bolsa do Café na cidade de Santos.
- 23 de julho - Ultimato do Império Austro-Húngaro ao Reino da Sérvia.
- 28 de julho - Império Austro-Húngaro declara guerra ao Reino da Sérvia; Início da Primeira Guerra Mundial.
- 29 de julho - Início do bombardeamento de Belgrado.
- 31 de julho - Pacto secreto entre o Império Alemão e o Império Otomano.

### Agosto
- 1 de agosto - Império Alemão declara guerra ao Império Russo. O Império Alemão e o Império Otomano assinam um tratado secreto da aliança, o Tratado de Constantinopla. Declaração de neutralidade da Suécia
- 2 de agosto - Império Alemão declara guerra à Bélgica; o Exército Alemão entra no Luxemburgo; O Reino da Itália declara a neutralidade.
- 3 de agosto - Império Alemão declara guerra à França; Reino da Roménia declara a neutralidade.
- 4 de agosto - França declara guerra ao Império Alemão; tropas alemãs entram na Bélgica; o Reino Unido declara guerra ao Império Alemão.
- 5 de agosto - Montenegro declara guerra ao Império Austro-Húngaro; o Império Austro-Húngaro declara guerra ao Império Russo.
- 10 de agosto - A França declara guerra ao Império Austro-Húngaro.
- 12 de agosto - Reino Unido declara guerra ao Império Austro-Húngaro; Batalha de Halen, Bélgica; início da primeira invasão da Sérvia pelas forças do Império Austro-Húngaro - a invasão terminou 25 de agosto; início da Batalha de Cer que terminou a 21 de agosto.
- 16 de agosto - Queda de Liége que se encontrava cercada pelas tropas alemãs desde o dia 4 de agosto.
- 17 de agosto - Batalha de Stallupönen, Prússia Oriental - vitória das forças alemãs sobre as forças russas.
- 18 de agosto - Início da invasão da Galicia (parte do Império Austro-Húngaro) pelas forças russas.
- 20 de agosto - Tropas alemãs ocupam Bruxelas; Morte de Papa Pio X (Giuseppe Melchiorre Sarto), o 257º papa da Igreja Católica.
- 21 de agosto - Conclusão da Batalha de Cer, iniciada a 12 de agosto - vitória das forças sérvias sobre as forças austro-húngaras.
- 23 de agosto - Japão declara guerra à Alemanha; a Força Expedicionária Britânica atinge Mons, na Bélgica; Batalha de Kraśnik, Império Russo, norte da Galícia, actual Polónia - vitória das forças austro-húngaras sobre as forças russas.
- 25 de agosto - Japão declara guerra ao Império Austro-Húngaro. Início do saque de Lovaina, Bélgica, que durou cinco dias.
- 26 de agosto - Início da Batalha de Tannenberg na Prússia Oriental - terminou a 30 de agosto; Batalha de Le Cateau, França - terminou no dia seguinte com a vitória das forças alemãs e a retirada das forças aliadas; Rendição dos alemães na Togolândia; Fundação da Sociedade Esportiva Palmeiras.[2]
- 29 de agosto - Batalha de Saint-Quentin, França, até 30 de agosto - vitória das forças francesas sobre as forças alemãs.

### Setembro
- 1 de setembro - São Petersburgo passou a ser designada por Petrogrado; Extinção completa do pombo-passageiro.
- 2 de setembro - Primeira Guerra Mundial: governo francês abandona Paris.
- 3 de setembro
  - O Papa Bento XV (Giacomo della Chiesa) sucede ao Papa Pio X, tornando-se o 258º papa.
  - as forças russas apoderam-se de Leópolis, na Galícia, actualmente na Ucrânia.
- 5 de setembro - Primeira Guerra Mundial: as Potências da Tríplice Entente emitiram uma declaração em que renunciavam a uma paz separada. Início da Primeira Batalha do Marne, que se prolongou até 10 de setembro.
- 7 de setembro - Segunda invasão do Reino da Sérvia pelas forças do Império Austro-Húngaro - iria prolongar-se até 15 de setembro.
- 8 de setembro - Primeira Guerra Mundial: Início da Batalha do Drina, Sérvia - prolongou-se até 17 de setembro.
- 9 de setembro - Primeira Guerra Mundial, Frente Oriental: primeira Batalha dos Lagos Masúria - prolongou-se até 14 de setembro.
- 11 de setembro - Início da retirada das forças austro-húngaras da Galícia.
- 14 de setembro - O general alemão Erich von Falkenhayn substitui o general Helmuth Johannes Ludwig von Moltke no cargo de chefe do Estado-Maior General da Alemanha.
- 17 de setembro - Primeira Guerra Mundial: fim da Batalha do Drina - retirada das forças sérvias e consolidação da cabeça de ponte estabelecida pelas forças austríacas na margem oriental do rio Drina.
- 22 de setembro - Primeira Guerra Mundial: Um submarino alemão, ao largo da costa holandesa, afundou os cruzadores britânicos HMS Cressy, HMS Aboukir e HMS Hogue, com a perda de 1 400 vidas.
- 25 de setembro - Primeira Guerra Mundial: início da Primeira Batalha de Albert, França, que iria prolongar-se até 29 de setembro.
- 27 de setembro - Primeira Guerra Mundial, África Oriental Alemã: Os Aliados ocupam Duala, nos Camarões.

### Novembro
- 15 de novembro - Assume o 9º Presidente eleito do Brasil, Venceslau Brás.

### Dezembro
- Trégua de Natal - A maior trégua da história das guerras.

## Nascimentos
- 12 de fevereiro - Lazar Koliševski, Presidente da República Socialista Federativa da Iugoslávia em 1980 (m. 2000).
- 17 de março - Juan Carlos Onganía, presidente da Argentina de 1966 a 1970 (m. 1995).
- 21 de março - Hernán Siles Zuazo, presidente da Bolívia em 1952 e de 1956 a 1960 (m. 1996).
- 20 de abril - Betty Lou Gerson, atriz e dubladora americana (m. 1999).
- 22 de abril - José Quiñones, herói nacional do Peru (m. 1941).
- 26 de Maio - Irmã Dulce, santa brasileira e ativista (m. 1992).
- 24 de junho - Pearl Witherington, agente da SOE durante a Segunda Guerra Mundial (m. 2008).
- 30 de junho - Francisco da Costa Gomes, militar e presidente de Portugal de 1974 a 1976 (m. 2001)[3]
- 1 de julho - Ahmed Hassan al-Bakr, presidente do Iraque de 1968 a 1979 (m. 1982).
- 16 de Outubro - Mohammed Zahir Shah, rei deposto e líder político do Afeganistão (m. 2007).
- 19 de outubro - Juanita Moore, atriz americana (m. 2014).
- 9 de novembro - Hedy Lamarr, atriz e inventora austríaca (m. 2000).
- 14 de dezembro - Karl Carstens, foi um político alemão e presidente da Alemanha de 1979 a 1984 (m. 1992).[4]
- 22 de dezembro - Colin Hannah, político australiano.

## Mortes
- 11 de abril - Beata Elena Guerra (n. 1835).
- 20 de maio - Comendador Jacintho Nunes Leite, empresário e industrial (n. 1840).
- 28 de junho - Arquiduque Francisco Fernando da Áustria-Hungria, herdeiro do trono do império Austro-Húngaro (n. 1863).
- 9 de agosto - Roque Sáenz Peña, presidente da Argentina de 1910 a 1914 (n. 1851).
- 19 de agosto - Franz Xavier Wernz, Superior-geral da Companhia de Jesus (n. 1842).
- 20 de Agosto - São Pio X, 258° de papa. (n. 1835).
- 15 de outubro - José Evaristo Uriburu, presidente da Argentina de 1895 a 1898 (n. 1831).
- 19 de outubro - Julio Argentino Roca, político, militar e presidente da Argentina de 1880 a 1886 e de 1898 a 1904 (n. 1843).

## Prémio Nobel
- Física - Max von Laue.[5]
- Literatura - não houve prêmio.
- Química - Theodore William Richards.[6]
- Medicina - Robert Bárány.[7]
- Paz - não houve prêmio.

## Infografia

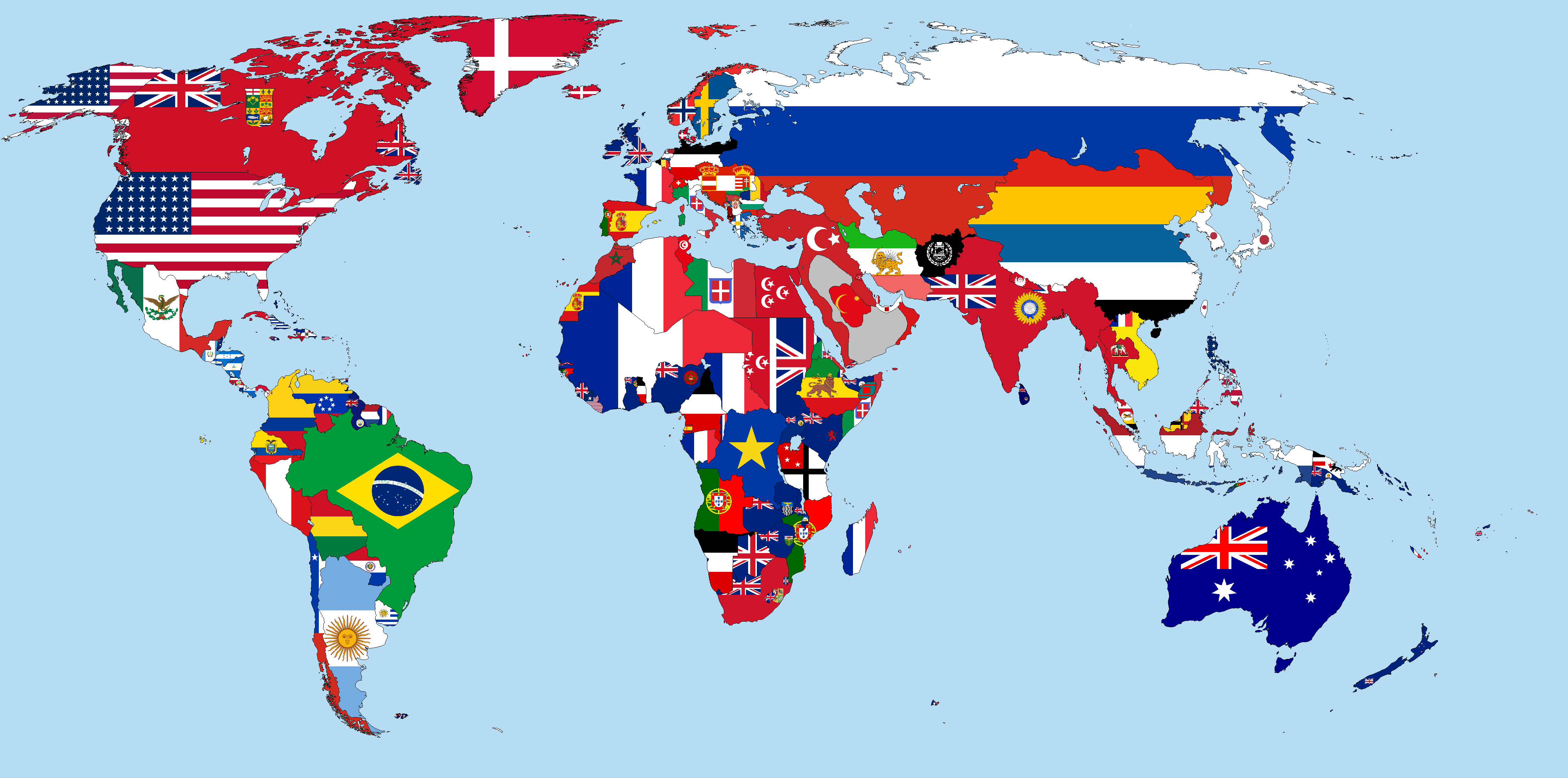
Mapa político do mundo em 1914 com as respectivas bandeiras nacionais.

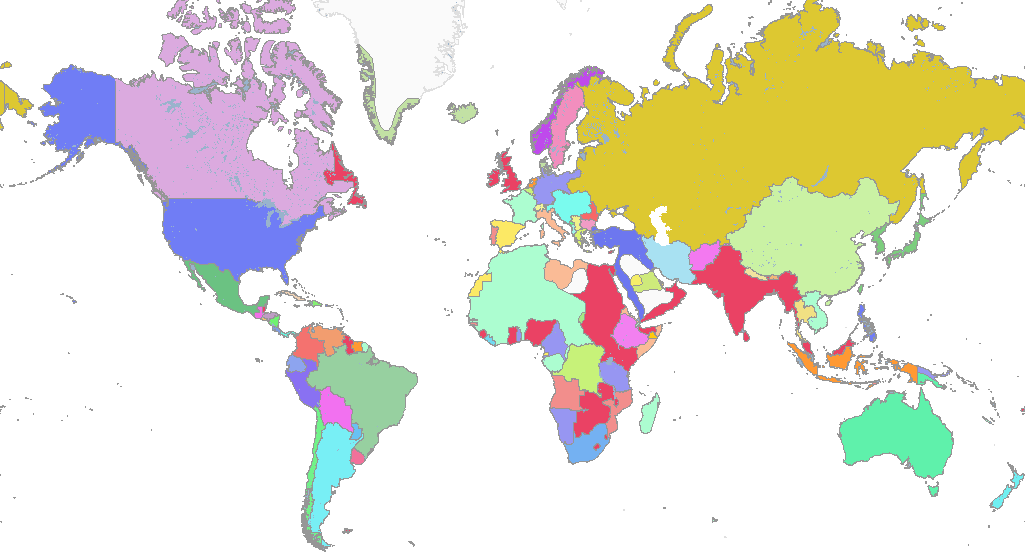
Mapa político do mundo em 1914.

## Epacta e idade da Lua
| Epacta gregoriana | 3 (III) |
| Idade da Lua      | Letra c |

## Por tema
- 1914 na arte
- 1914 no Brasil
- 1914 na ciência
- 1914 no cinema
- 1914 no desporto
- Divisões administrativas em 1914
- 1914 no jornalismo
- 1914 na literatura
- 1914 na música
- 1914 na política
- 1914 na rádio
- 1914 no teatro
- 1914 na televisão